# Easy on Me
«Нет никакого золота в этой реке

Где я целую вечность омывала руки

Зато я знаю: в этих водах есть надежда»

(There ain‘t no gold/In this river/That I‘ve been washing my hands in forever./I know there is hope/In these waters)

«Я хотела только хорошего

И надеялась на лучшее

Но я понимаю, что сейчас

Этого, наверное, совсем не видно»

(«I had good intentions / And the highest hopes / But I know, right now / It probably doesn’t even show»).
«Easy on Me» (рус. «Не суди меня строго») — песня британской певицы Адели. Вышла 15 октября 2021 года на лейбле Columbia в качестве лид-сингла с четвёртого студийного альбома певицы 30. Песню написали в соавторстве сама Адель и продюсер Грег Кёрстин. Выражая темы ностальгии, сожаления и прощения, текст песни представляет собой просьбу певицы к своему сыну с просьбой помочь ей реорганизовать её жизнь после развода. Музыкальные критики дали положительную оценку «Easy on Me», высоко оценив проницательные тексты и эмоциональный вокал. Сингл стал первым сольным релизом певицы за более чем пять лет.
Песня получила очень положительные отзывы музыкальных критиков, с похвалой за острую лирику и эмоциональный вокал, хотя некоторые считают, что она не соответствует высоте её предыдущих синглов. Сопровождающее музыкальное видео, снятое канадским режиссером Ксавье Доланом и снятое в Саттоне (Квебек), было выпущено 15 октября 2021 года, продолжая постановку, сыгранную в музыкальном видео на песню 2015 года «Hello», где она входит в меблированный дом. В видео «Easy on Me» Адель покидает дом и уезжает на грузовике, а из окон вылетает стопка нот. С коммерческой точки зрения песня поставила рекорды Spotify и Amazon Music по количеству прослушиваний песни за день и возглавила чарты в Австралии, Бельгии, Германии, Исландии, Ирландии, Израиле, Италии, Литве, Нидерландах, Новой Зеландии, Норвегии, Швеции, Швейцарии, Великобритании и США.

## История
Начиная с 1 октября 2021 года, многочисленные плакаты и световые проекции с надписью «30» появились на значимых достопримечательностях и зданиях в разных городах по всему миру, в том числе на стенах Лувра, Колизея и Эмпайр-стейт-билдинг. Части логотипа были в значительной степени связаны с названием грядущего студийного альбома Адель. 4 октября учётные записи певицы в социальных сетях были обновлены впервые за несколько месяцев. На следующий день Адель выложила тизеры песни и клипа на неё с помощью инструментального клипа, который она разместила в своих социальных сетях.
Чёрно-белый тизер показывает, как Адель вставляет кассету в магнитофон автомобиля и увеличивает громкость. Затем она уезжает с опущенными окнами, а из окон вылетают стопки нот. Автор Billboard Гил Кауфман посчитал, что эти визуальные эффекты были «Адель близки до глубины души». Тизер широко сравнивали с видеоклипом «Hello». Инструментальная музыка описывалась как «фортепианная баллада». Во время интервью журналу Vogue выяснилось, что над песней работал давний соавтор Грег Кёрстин. Сотрудники Capital FM интерпретировали название песни как документальное подтверждение «начала цветущих отношений». 9 октября певица поделилась 40-секундным превью песни в прямом эфире в Instagram.

## Композиция
«Easy on Me» — это упрощенная фортепианная баллада соединенная с басовыми ударными. Хук состоит из названия песни, исполненной в заметно растянутой мелодии. Песня написана в тональности фа мажор в медленном темпе 70 ударов в минуту. В лирическом плане Адель в песне обращается к своему девятилетнему сыну, объясняя ему свой развод с отцом и умоляя его «Не суди меня строго».

## Отзывы
| Оценки критиков     | Оценки критиков |
| Источник            | Оценка          |
| ------------------- | --------------- |
| The Daily Telegraph | [ 21 ]          |
| Evening Standard    | [ 17 ]          |
| The Guardian        | [ 22 ]          |
| i                   | [ 23 ]          |
| The Independent     | [ 24 ]          |
| NME                 | [ 20 ]          |
| The Times           | [ 25 ]          |

После выхода «Easy on Me» получил положительные отзывы музыкальных критиков. Нил Маккормик из The Daily Telegraph назвал песню «мощным синглом возвращения», противопоставляя её простую фортепианную аранжировку гладкой мощной балладной постановке «Hello». Он наградил песню пятью звёздами из пяти, написав: «Адель обладает голосом, который проникает глубоко в душу мира. И, Господи, она от всего сердца поёт в этой песне». Джохан Эмбли из The Daily Telegraph похвалил «Easy on Me» за горестное фортепиано, элегантный вокал и «ритмичные» мелодии. Он сказал, что эта песня является свидетельством того, что Адель сопротивляется тенденциям в поп-музыке, избегает «напыщенного гиперпопа или успокаивающего реггетона» и остается верной своему стилю. Тем не менее, Эмбли чувствовал, что песня «не совсем соответствует залитой тушью печали „Someone like You“ (2011) или взлётным эмоциональным высотам „Hello“ (2015). Но она примерно такая же мощная».
Ник Левин из NME заявил, что «Адель никогда не звучала лучше», чем в «Easy On Me», вернувшись с «кусочком классической баллады Адель». Музыкальный критик Александра Поллард в The Independent высказала мнение, что в «Easy On Me» Адель «обращается к своему девятилетнему сыну, пытаясь объяснить ему, почему она решила разрушить ту жизнь, которую он знал». Поллард восхищалась «скрипучим» вокалом, сентиментальной лирикой, отточенным звуком и фортепианной композицией, напоминающей «Exile» (2020) Тейлор Свифт и Bon Iver. Тем не менее, она нашла припев «Easy on Me» менее запоминающимся, чем припев «Hello». В своем обзоре The Guardian музыкальный журналист Алексис Петридис выделил типичное «адельское» звучание песни («Adele-esque»), состоящее из задушевного вокала и узнаваемых близких сердцу текстов, и добавил, что, хотя «Easy on Me» не так захватывающе, как «Someone Like You», это всё же лучше, чем некоторые легко забываемые треки альбома 25 (2015).
Фиона Стерджес из газеты i назвала песню «проникновенной гимном», которая ставит во главу угла «замечательный инструмент» Адели — её голос. Позже в обзоре Стерджес выразила обеспокоенность по поводу того, что «слегка перепродюсированный блеск» песни не позволяет ей стать более душераздирающей. Критик Pitchfork Кэт Чжан (Cat Zhang) написал, что «Easy on Me» придерживается классической формулы: «хорошо это или плохо». Чжан похвалил Адель за вокальные данные и назвал песню «волнующей балладой», хотя она «на самом деле не открывает новые возможности в собственной дискографии [Адель]». Назвав трек «отличной мелодией», которая не так впечатляет, как предыдущие лид-синглы певицы, Уилл Ходжкинсон из The Times сказал, что «Easy on Me» «изящная и изысканная», но почувствовал «блеск полностью американского профессионализма, который сдерживает эмоции, попадая в цель, как они это делали в „Someone Like You“».

## Награды и номинации
| Год  | Организация              | Награда                           | Результат | Ссылка |
| ---- | ------------------------ | --------------------------------- | --------- | ------ |
| 2021 | People's Choice Awards   | The Song of 2021                  | Номинация | [ 27 ] |
| 2021 | People's Choice Awards   | The Music Video of 2021           | Номинация | [ 27 ] |
| 2022 | American Music Awards    | Favorite Pop Song                 | Номинация | [ 28 ] |
| 2022 | American Music Awards    | Favorite Music Video              | Номинация | [ 28 ] |
| 2022 | Brit Awards              | British Single                    | Победа    | [ 29 ] |
| 2022 | GAFFA Awards             | Foreign Song of the Year          | Победа    | [ 30 ] |
| 2022 | iHeartRadio Music Awards | Song of the Year                  | Номинация | [ 31 ] |
| 2022 | iHeartRadio Music Awards | Best Lyrics                       | Номинация | [ 31 ] |
| 2022 | Ivor Novello Awards      | Best Song Musically and Lyrically | Номинация | [ 32 ] |
| 2022 | Juno Awards              | Video of the Year                 | Победа    | [ 33 ] |
| 2022 | MTV Video Music Awards   | Song of the Year                  | Номинация | [ 34 ] |
| 2022 | New Music Awards         | Top 40/CHR Song of the Year       | Победа    | [ 35 ] |
| 2023 | Grammy Awards            | Record of the Year                | Номинация | [ 36 ] |
| 2023 | Grammy Awards            | Song of the Year                  | Номинация | [ 36 ] |
| 2023 | Grammy Awards            | Best Pop Solo Performance         | Победа    | [ 36 ] |
| 2023 | Grammy Awards            | Best Music Video                  | Номинация | [ 36 ] |

## Музыкальное видео
Музыкальное видео для «Easy on Me» было снято 15—16 сентября 2021 года в Квебеке канадским режиссёром и лауреатом Сезара, обладателем гран-при Каннского кинофестиваля и других наград Ксавье Доланом, который ранее снимал клип для песни «Hello» в 2015 году. Съёмки проходили в Chemin Jordan и Domaine Dumont Chapelle Ste-Agnès в Саттоне, городе на юго-западе Квебека, включая тот же дом, который использовался для съёмок «Hello». Музыкальное видео открывается в чёрно-белом цвете и на полпути становится цветным, так как ритм трека становится более заметным. Адель покидает дом и уезжает на забитом мебелью грузовике, в то время как многочисленные страницы нот вылетают из задних окон машины и разлетаются по всей дороге.
Обозреватель из журнала Vogue обратила внимание на осенние тона одеяния певицы в новом клипе: «На Адель — свободные брюки, остроносые сапоги, водолазка и роскошный лакированный плащ Lanvin. Все — в красно-бордовой гамме, напоминающей оттенки осенней листвы».

## Коммерческий успех
Сингл установил несколько абсолютных рекордов по числу стрим-потоков в сутки. На платформе Spotify песня собрала 24 миллиона глобальных стрим-потоков за один день (это мировой рекорд), а на Amazon Music она также имела наибольшее количество стрим-потоков в мире в первый день любой песни в истории. Песня также побила рекорд самой популярной песни за день в Соединенном Королевстве с более чем 3,2 миллионами прослушиваний.

### США
В США «Easy on Me» побила рекорд самой популярной песни в истории американского радио и стала первой песней, получившей наибольшее количество прослушиваний в пяти различных форматах (pop, adult contemporary, adult pop, adult album alternative, R&B) за одну неделю.
В США «Easy on Me» дебютировал в Billboard Hot 100 (в чарте от 23 октября 2021 года) под номером 68 и был доступен всего пять часов для подсчёта этого чарта. Но за это время песня собрала 3,1 миллиона стрим-потоков, 3,1 миллиона прослушиваний на радио и 14 800 проданных цифровых копий; этот результат дал певице её 14-й хит в рейтинге Hot 100. 30 октября 2021 года «Easy on Me» стал пятым чарттоппером певицы в США (также возглавив Streaming Songs и Digital Song Sales) и первым после «Hello», который 10 недель лидировал в 2015—16 годах. Он также её 7-й хит в top-10 и одиннадцатый в top-40 (Hot 100). Из британцев-солистов больше хитов номер один в США было только у четверых: Элтон Джон (9), Paul McCartney (9), Джордж Майкл (8), Фил Коллинс (7), плюс рядом с Adele (5) и певица Olivia Newton-John (5; австралийка, рождённая в Кембридже).
Песня провела семь недель на вершине Hot 100. На второй неделе она осталась на вершине Hot 100 и чарта Streaming Songs с 61,5 миллионами прослушиваний радиоэфира, 31,8 миллионами стрим-потоков и 23 100 скачиваниями. Песня достигла первого места в радиоэфирном чарте Billboard Adult Contemporary, став шестым лидером в этом списке певицы и самой быстрой коронацией для непраздничной песни со времен «Hello». На пятой неделе своего пребывания в чарте песня «Easy on Me» была вытеснена с вершины песней Свифт «All Too Well (Taylor’s Version)». Подкрепленная выходом альбома 30, «Easy on Me» на следующей неделе вернулась на вершину Hot 100. Она стала первой песней, которая одновременно возглавила чарт по всем трём параметрам (стрим-потоковые единицы, продажи и радиопоказатели) после песни Луиса Фонси и Дэдди Янки «Despacito» в 2017 году. С дебютом «Oh My God» на пятом месте на той же неделе Адель во второй раз в своей карьере добилась одновременного попадания в пятерку лучших после «Set Fire to the Rain» и «Rolling in the Deep» в 2012 году. «Easy on Me» стала третьей песней Адели, которая продержалась на первом месте не менее семи недель, после  «Rolling in the Deep» (7 недель) и «Hello» (10); она стала первой исполнительницей, возглавившей чарт на семь недель с лид-синглами из трех альбомов подряд. Песня 13 недель возглавляла чарт Radio Songs (в дату на 26 февраля 2022).

### Другие страны
В Великобритании «Easy on Me» занял первое место в официальном чарте синглов за неделю, закончившуюся 28 октября 2021 года, получив 217 300 единиц за первую неделю релиза. Это был самый высокий результат продаж за неделю со времен «Shape of You» Эда Ширана (2017). «Easy on Me» собрала 24 миллиона стримов в Великобритании за первую неделю, побив соответствующий рекорд, ранее установленный Арианой Гранде с синглом «7 Rings» (2019). В Австралии «Easy on Me» дебютировала на вершине чарта ARIA Singles, став её третьей песней, достигшей вершины. В Германии «Easy on Me» сразу заняла первое место в Offizielle Deutschen Singles Charts, став четвёртым лидером чарта певицы. Он также дебютировал под номером один в Ирландии.

## Чарты
| Чарт (2021)                                            | Высшая позиция |
| ------------------------------------------------------ | -------------- |
| Австралия (ARIA)                                       | 1              |
| Австрия (Ö3 Austria Top 40)                            | 1              |
| Бельгия/Фландрия (Ultratop 50)                         | 1              |
| Бельгия/Валлония (Ultratop 50)                         | 1              |
| Канада (Billboard Canadian Hot 100)                    | 1              |
| Канада (Billboard AC)                                  | 1              |
| Канада (Billboard CHR/Top 40)                          | 1              |
| Канада (Billboard Hot AC)                              | 1              |
| СНГ (TopHit Airplay)                                   | 9              |
| Хорватия (ARC 100)                                     | 1              |
| Чехия (Rádio — Top 100)                                | 1              |
| Чехия (Singles Digitál Top 100)                        | 1              |
| Дания (Tracklisten)                                    | 1              |
| Финляндия (Suomen virallinen lista)                    | 2              |
| Франция (SNEP)                                         | 2              |
| Германия (GfK)                                         | 1              |
| Мир (Billboard Global 200) ·                           | 1              |
| Греция (IFPI)                                          | 1              |
| Венгрия (Single Top 40)                                | 3              |
| Венгрия (Stream Top 40)                                | 6              |
| Исландия (Plötutíðindi)                                | 1              |
| Индия (IMI)                                            | 9              |
| Ирландия (IRMA)                                        | 1              |
| Израиль (Media Forest)                                 | 1              |
| Италия (FIMI)                                          | 1              |
| Япония (Billboard Japan Hot 100)                       | 48             |
| Литва (AGATA)                                          | 1              |
| Нидерланды (Dutch Top 40)                              | 1              |
| Нидерланды (Single Top 100)                            | 1              |
| Новая Зеландия (Recorded Music NZ)                     | 1              |
| Норвегия (VG-lista)                                    | 1              |
| Панама (PRODUCE)                                       | 13             |
| Польша (Polish Airplay Top 100)                        | 13             |
| Португалия (AFP)                                       | 2              |
| Россия (TopHit)                                        | 15             |
| Сингапур (RIAS)                                        | 1              |
| Словакия (Rádio — Top 100)                             | 2              |
| Словакия (Singles Digitál Top 100)                     | 1              |
| ЮАР (RISA)                                             | 1              |
| Испания (PROMUSICAE)                                   | 12             |
| Швеция (Sverigetopplistan)                             | 1              |
| Швейцария (Schweizer Hitparade)                        | 1              |
| Великобритания (OCC UK Singles)                        | 1              |
| США (Billboard Hot 100)                                | 1              |
| США (Billboard Adult Contemporary)                     | 1              |
| США (Billboard Adult Pop Airplay)                      | 1              |
| США (Billboard Country Airplay) · With Chris Stapleton | 25             |
| США (Billboard Dance/Mix Show Airplay)                 | 6              |
| США (Billboard Pop Airplay)                            | 1              |
| США (Billboard R&B/Hip-Hop Airplay)                    | 18             |
| США (Billboard Rhythmic)                               | 38             |
| США (Billboard Rock & Alternative Airplay)             | 33             |
| США Rolling Stone Top 100                              | 1              |

| Чарт (2021)                       | Позиция |
| --------------------------------- | ------- |
| Australia (ARIA)                  | 33      |
| Austria (Ö3 Austria Top 40)       | 44      |
| Belgium (Ultratop Flanders)       | 51      |
| Belgium (Ultratop Wallonia)       | 65      |
| Canada (Canadian Hot 100)         | 70      |
| Denmark (Tracklisten)             | 51      |
| France (SNEP)                     | 98      |
| Germany (Official German Charts)  | 67      |
| Global 200 (Billboard)            | 127     |
| Hungary (Single Top 40)           | 41      |
| Hungary (Stream Top 40)           | 58      |
| Ireland (IRMA)                    | 17      |
| Netherlands (Dutch Top 40)        | 42      |
| Netherlands (Single Top 100)      | 28      |
| New Zealand (Recorded Music NZ)   | 39      |
| Norway (VG-lista)                 | 32      |
| Portugal (AFP)                    | 84      |
| Sweden (Sverigetopplistan)        | 48      |
| Switzerland (Schweizer Hitparade) | 37      |
| UK Singles (OCC)                  | 12      |
| US Adult Contemporary (Billboard) | 21      |

| Чарт (2022)                       | Позиция |
| --------------------------------- | ------- |
| Canada (Canadian Hot 100)         | 11      |
| Global 200 (Billboard)            | 6       |
| US Billboard Hot 100              | 4       |
| US Adult Contemporary (Billboard) | 1       |
| US Adult Top 40 (Billboard)       | 10      |
| US Mainstream Top 40 (Billboard)  | 11      |

## Сертификации
| Регион                                                                      | Сертификация  | Продажи   |
| --------------------------------------------------------------------------- | ------------- | --------- |
| Австралия (ARIA)                                                            | Платиновый    | 70 000    |
| Италия (FIMI)                                                               | Золотой       | 35 000    |
| Новая Зеландия (RMNZ)                                                       | 2× Платиновый | 60 000    |
| Испания (PROMUSICAE)                                                        | Золотой       | 20 000    |
| Великобритания (BPI)                                                        | Платиновый    | 600 000   |
| США (RIAA)                                                                  | Платиновый    | 1 000 000 |
| Данные о продажах + прослушиваниях приведены только на основе сертификации. |               |           |

## История выхода
| Регион   | Дата            | Формат                     | Лейбл         | Ссылка  |
| -------- | --------------- | -------------------------- | ------------- | ------- |
| Мир      | 15 октября 2021 | Цифровые загрузки стриминг | Columbia      | [ 2 ]   |
| Италия   | 15 октября 2021 | Contemporary hit radio     | Sony          | [ 143 ] |
| США      | 18 октября 2021 | Triple A radio             | Columbia      | [ 144 ] |
| США      | 18 октября 2021 | Adult contemporary radio   | Columbia      | [ 145 ] |
| США      | 19 октября 2021 | Contemporary hit radio     | Columbia      | [ 146 ] |
| Германия | 22 октября 2021 | CD-сингл                   | Columbia Sony | [ 147 ] |
| Мир      | ноябрь 2021     | Кассетный сингл            | Columbia      | [ 148 ] |